# Smicridea anticura
Smicridea anticura is een schietmot uit de familie Hydropsychidae. De soort komt voor in het Neotropisch gebied.